# 卡斯蒂略德维利亚马莱法
卡斯蒂略德维利亚马莱法，是西班牙瓦伦西亚自治区卡斯特利翁省的一个市镇。总面积38平方公里，总人口96人（2001年），人口密度3人/平方公里。